# Adam Davies (football)
Pour les articles homonymes, voir Davies.
Adam Rys Davies, né le 17 juillet 1992 à Rinteln en Allemagne, est un footballeur gallois qui évolue au poste de gardien de but au Sheffield United.

## Biographie

### En club
Le 25 juin 2019, il rejoint Stoke City.
Le 25 janvier 2022, il rejoint Sheffield United.

### En équipe nationale
Le 9 novembre 2022, il est sélectionné par Rob Page pour participer à la Coupe du monde 2022.

## Palmarès

### En club
- Barnsley
  - Vice-champion de League One (D3) en 2019
  - Vainqueur du Football League Trophy en 2016
- Sheffield United
  - Vice-champion de Championship en 2023

### Distinctions personnelles
- Membre de l'équipe-type de D3 anglaise en 2019.